# Sun Jiajun
Sun Jiajun (em chinês:  孙佳俊; Yichang, 1 de agosto de 2000) é um nadador chinês.

## Carreira
Sun Jiajun começou a nadar em 2009. Em 2018 ficou em quarto lugar nos 50 metros peito nos Jogos Asiáticos de Jacarta. Um mês e meio depois, nos Jogos Olímpicos da Juventude em Buenos Aires, ele venceu os 100 metros peito. Ele nadou prata nos 50 metros peito e no revezamento medley. Sun Jiajun ganhou a segunda medalha de ouro no revezamento medley misto.
Nos Jogos Olímpicos de Tóquio, que só foram realizados em 2021 devido à pandemia de COVID-19, Sun Jiajun foi eliminado nas semifinais dos 100 metros borboleta. Chegou à final com o revezamento medley, onde o quarteto chinês foi desclassificado.
Como resultado, Sun Jiajun participou de Campeonatos Mundiais e Campeonatos Mundiais de Pista Curta em 2021 e 2022, mas não chegou à final. Em 2023, no Campeonato Mundial em Fukuoka, o compatriota de Sun, Qin Haiyang, venceu os 50 metros peito por 0,3 segundos à frente de Nic Fink, dos Estados Unidos. Sun Jiajun marcou o terceiro lugar, 0,2 segundos atrás de Fink, 0,03 segundos à frente do australiano Sam Williamson. Nos 100 metros borboleta, Sun foi eliminado na 25ª colocação nas eliminatórias. O revezamento 4 x 100 metros medley com Xu Jiayu, Yan Zibei, Sun Jiajun e Wang Haoyu chegou à final com o quarto tempo mais rápido. Na final, Xu Jiayu, Qin Haiyang, Wang Changhao e Pan Zhanle nadaram quase três segundos mais rápido e ficaram em segundo lugar, atrás da equipe de revezamento dos EUA. Todos os sete nadadores chineses envolvidos receberam medalha de prata. A partir do final de setembro de 2023, os Jogos Asiáticos de 2022 foram realizados em Hangzhou. Sun Jiajun ficou em segundo lugar nos 50 metros peito. Ele foi utilizado na bateria preliminar do vitorioso revezamento medley 4 x 100 metros.
Em 2024, nos Jogos Olímpicos de Paris, Sun Jiajun foi eliminado nas eliminatórias nos 100 metros peito e 100 metros borboleta. A equipe chinesa de revezamento medley 4 x 100 metros com Xu Jiayu, Qin Haiyang, Sun Jiajun e Pan Zhanle nadou a medalha de ouro; Wang Changhao nadou no medley borboleta na bateria preliminar.